# Olympische Sommerspiele 1924/Kanu
Bei den VIII. Olympischen Sommerspielen 1924 in Paris wurden insgesamt sechs Kanuwettkämpfe als Demonstrationswettbewerb ausgetragen. Sie fanden vom 13. bis 15. Juli 1924 auf der Seine statt.
Je vier der acht teilnehmenden Kanuten stammten aus Kanada bzw. den Vereinigten Staaten.

## Ergebnisse

### Einer-Kajak800 m
| Platz | Land | Sportler            |
| ----- | ---- | ------------------- |
| 1     | USA  | Bud Havens          |
| 2     | CAN  | Roy Nurse           |
| 3     | USA  | Harry Knight junior |

Datum: 14. Juli 1924

### Zweier-Kajak800 m
| Platz | Land | Sportler                       |
| ----- | ---- | ------------------------------ |
| 1     | USA  | Bud Havens Harry Knight junior |
| 2     | CAN  | Roy Nurse George Duncan        |

Datum: 15. Juli 1924

### Vierer-Kajak800 m
| Platz | Land | Sportler                                                 |
| ----- | ---- | -------------------------------------------------------- |
| 1     | USA  | Bud Havens Harry Knight junior Karl Knight John Larcombe |
| 2     | CAN  | Roy Nurse George Duncan Sandy Lindsay Harry Greenshields |

Datum: 15. Juli 1924

### Einer-Canadier800 m
| Platz | Land | Sportler           |
| ----- | ---- | ------------------ |
| 1     | CAN  | Roy Nurse          |
| 2     | CAN  | Harry Greenshields |
| 3     | CAN  | Sandy Lindsay      |

Datum: 13. Juli 1924

### Zweier-Canadier800 m
| Platz | Land | Sportler                         |
| ----- | ---- | -------------------------------- |
| 1     | CAN  | Harry Greenshields Sandy Lindsay |
| 2     | CAN  | Roy Nurse George Duncan          |
| 3     | USA  | Karl Knight Harry Knight junior  |

Datum: 15. Juli 1924

### Vierer-Canadier800 m
| Platz | Land | Sportler                                                 |
| ----- | ---- | -------------------------------------------------------- |
| 1     | CAN  | Roy Nurse George Duncan Sandy Lindsay Harry Greenshields |
| 2     | USA  | Bud Havens Harry Knight junior Karl Knight John Larcombe |

Datum: 15. Juli 1924